# Orisaari (ö i Finland, Norra Savolax, Kuopio, lat 63,37, long 28,19)
Orisaari är en ö i Finland. Den ligger i sjön Nurmesjärvi och i kommunen Kuopio i den ekonomiska regionen  Kuopio ekonomiska region  och landskapet Norra Savolax, i den centrala delen av landet, 400 km nordost om huvudstaden Helsingfors. Öns area är 0,8 hektar och dess största längd är 140 meter i nord-sydlig riktning.